# Ernst von Born
Pour les articles homonymes, voir von Born.
Ernst Viktor Lorenz von Born (né le 24 août 1885 à Pernå – mort le 7 juillet 1956 à Loviisa) est un juriste, député  et plusieurs fois ministre de Finlande,.